# Sebastian Tudu
Sebastian Tudu (ur. 17 czerwca 1967 w Changura) – banglijski duchowny rzymskokatolicki, od 2012 biskup Dinadźpur.

## Życiorys
Święcenia kapłańskie otrzymał 30 grudnia 1999 i został inkardynowany do diecezji Dinadźpur. Po święceniach pracował duszpastersko w parafiach diecezji, a w latach 2003–2007 studiował w Rzymie misjologię. W 2009 został wicerektorem seminarium w Dhace.
29 października 2011 otrzymał nominację na biskupa Dinadźpur. Sakry biskupiej udzielił mu 27 stycznia 2012 abp Joseph Marino.